# Doc Powers
Michael Riley Powers detto "Doc" (Pittsfield, 22 settembre 1870 – Filadelfia, 26 aprile 1909) è stato un giocatore di baseball statunitense.
Fu il primo giocatore della Major League Baseball (MLB) a morire in seguito alle ferite riportate durante una partita.

## Carriera
Iniziò la carriera di giocatore alla Università di Notre Dame tra il 1897 e il 1898. Il suo soprannome "Doc" derivava dal fatto che Powers era laureato in medicina. Debuttò in MLB giocando come ricevitore con la squadra dei Louisville Colonels. Dopo due anni con i Washington Senators si trasferì a Philadelphia per giocare con gli Athletics, squadra in cui militò sino al tragico incidente che ne causò la morte nel 1909, ad eccezione di una breve parentesi nel 1905 con i New York Highlanders.

### L'incidente mortale
Il 12 aprile 1909, durante la partita inaugurale del Shibe Park di Philadelphia, rimase ferito a causa di un violento impatto contro un muro, avvenuto mentre tentava di recuperare una palla battuta da un avversario. Lo scontro gli provocò delle lesioni interne, e due settimane dopo l'incidente Powers morì a causa delle complicazioni seguite ai tre interventi chirurgici all'intestino a cui era stato sottoposto. La causa della morte fu la peritonite che si era sviluppata a seguito di un'infezione post-operatoria.